# Do You Want To
Do You Want To is de eerste single van het tweede album van de Schotse indierockband Franz Ferdinand.

## Nummers

### Verenigd Koninkrijk

#### CD1
1. "Do You Want To"
2. "Your Diary"

#### CD2
1. "Do You Want To"
2. "Fabulously Lazy"
3. "What You Meant" (Akoestisch)

#### 7" Vinyl
A. "Do You Want To"

B. "Get Away"

#### 12" Vinyl
A. "Do You Want To" (Erol Alkan Glam Racket remix)

AA. "Do You Want To"

#### Promo 7" Vinyl
A. "Do You Want To" (Max Tundra Remix)

B. "Do You Want To" (Max Tundra Instrumentaal)

#### Promo 12" Vinyl
A. "Do You Want To" (Soft Pink Truth remix)

B. "Do You Want To" (Metronomy remix)

### Europa

#### cd-single
1. "Do You Want To"
2. "Your Diary"